# Johann Ulrich Tobler
Johann Ulrich Tobler (* 9. September 1703 in Tobel, Gemeinde Lutzenberg; † 28. Mai 1787 ebenda; heimatberechtigt in Lutzenberg) war ein Schweizer Politiker aus dem Kanton Appenzell Ausserrhoden.

## Leben
Johann Ulrich Tobler war der Sohn des Johann Tobler, Wirt und Landesstatthalter, und der Wibrath Keller. Er ehelichte 1739 Barbara Zellweger, Tochter des Jakob Zellweger, Gemeindehauptmann und Fabrikant. Tobler war Gemeindehauptmann von Lutzenberg sowie lange Zeit Ausserrhoder Landesbeamter. Er wurde zweimal vorübergehend abgewählt. Er wirkte von 1740 bis 1744 als Landesfähnrich. Danach war er von 1744 bis 1747 und ab 1756 bis 1780 Landesstatthalter.